# Steal This Album!
Steal This Album! – album zespołu System of a Down, będący odpowiedzią zespołu na nielegalnie krążący w Internecie album Toxicity II, zawierający skradzione ze studia „odrzuty” z sesji nagraniowej do Toxicity i niedokończone jeszcze utwory. Okładka albumu imituje własnoręcznie zrobioną przez tzw. pirata, a cztery limitowane serie zawierają płyty z nadrukowanymi bazgrołami członków zespołu. Tytuł albumu to lekko zmieniona nazwa książki Steal This Book, napisanej przez Abbiego Hoffmana.

## Lista utworów
1. „Chic 'n' Stu” (muz.: Malakian, sł.: Tankian, Malakian) – 2:23
2. „Innervision” (muz.: Malakian, Tankian, sł.: Tankian, Malakian) – 2:33
3. „Bubbles” (muz.: Malakian, sł.: Tankian, Malakian) – 1:56
4. „Boom!” (muz.: Malakian, Odadjian, sł.: Tankian, Malakian) – 2:14
5. „Nüguns” (muz.: Malakian, sł.: Tankian, Malakian) – 2:30
6. „A.D.D. (American Dream Denial)” (muz.: Malakian, sł.: Tankian, Malakian) – 3:17
7. „Mr. Jack” (muz.: Malakian, sł.: Tankian, Malakian) – 4:09
8. „I-E-A-I-A-I-O” (muz.: Tankian, Malakian, Odadjian, Dolmayan, sł.: Tankian) – 3:08
9. „36” (muz.: Tankian, sł.: Tankian) – 0:46
10. „Pictures” (muz.: Malakian, sł.: Tankian, Malakian) – 2:06
11. „Highway Song” (muz.: Malakian, sł.: Tankian, Malakian) – 3:13
12. „Fuck the System” (muz.: Malakian, Tankian, sł.: Malakian, Tankian) – 2:12
13. „Ego Brain” (muz.: Malakian, Tankian, sł.: Malakian, Tankian) – 3:21
14. „Thetawaves” (muz.: Malakian, sł.: Tankian, Malakian) – 2:36
15. „Roulette” (muz.: Malakian, Tankian, sł.: Malakian, Tankian) – 3:21
16. „Streamline” (muz.: Malakian, sł.: Tankian, Malakian) – 3:37

## Twórcy
- Serj Tankian – śpiew, keyboard
- Daron Malakian – gitara, śpiew
- Shavo Odadjian – gitara basowa
- John Dolmayan – perkusja

## Pozycje na listach
| Lista         | Kraj              | Pozycja |
| ------------- | ----------------- | ------- |
| Billboard 200 | Stany Zjednoczone | 15      |
| OLiS          | Polska            | 25      |